# Gazer (Film)
Gazer ist ein Mystery-Thriller und Neo-Noir von Ryan J. Sloan. Der Film feierte im Mai 2024 bei den Internationalen Filmfestspielen in Cannes seine Premiere, wo Sloan für die Caméra d’Or nominiert war. Anfang April 2025 kam er in die US-Kinos. In Gazer spielt Ariella Mastroianni, die gemeinsam mit Sloan auch das Drehbuch schrieb, in der Hauptrolle eine Frau, die unter einer fortschreitenden neurologischen Krankheit leidet, durch die ihr Zeitgefühl gestört ist. 

## Handlung
Frankie Rhodes lebt am Stadtrand von Newark. Sie leidet unter einer fortschreitenden neurologischen Krankheit, die dazu führt, dass sie das Zeitgefühl verliert und regelmäßig Blackouts erlebt. Um ihren Zustand in Schach zu halten, verbringt sie fast jede wache Minute damit, von ihr aufgenommene Kassetten zu hören. Ihre siebenjährige Tochter ist derzeit in Obhut bei der Mutter ihres Ehemanns, der sich vor kurzem das Leben genommen hat.
Bei einem Treffen ihrer Selbsthilfegruppe lernt sie Paige Foster kennen. Einige Tage zuvor hatte sie beobachtet, wie diese von einem Mann zusammengeschlagen wurde. Paige macht Frankie ein Angebot. Wenn sie ihr hilft, ihr Auto von ihrem gewalttätigen Bruder Henry zurückzustehlen, zahlt sie ihr 3.000 Dollar. Frankie hat gerade ihren Job an einer Tankstelle verloren und könnte das Geld gut gebrauchen. Die Ausführung gestaltet sich angesichts von Frankies gesundheitlichem Zustand jedoch schwierig.

## Produktion

### Filmstab, Besetzung und Dreharbeiten

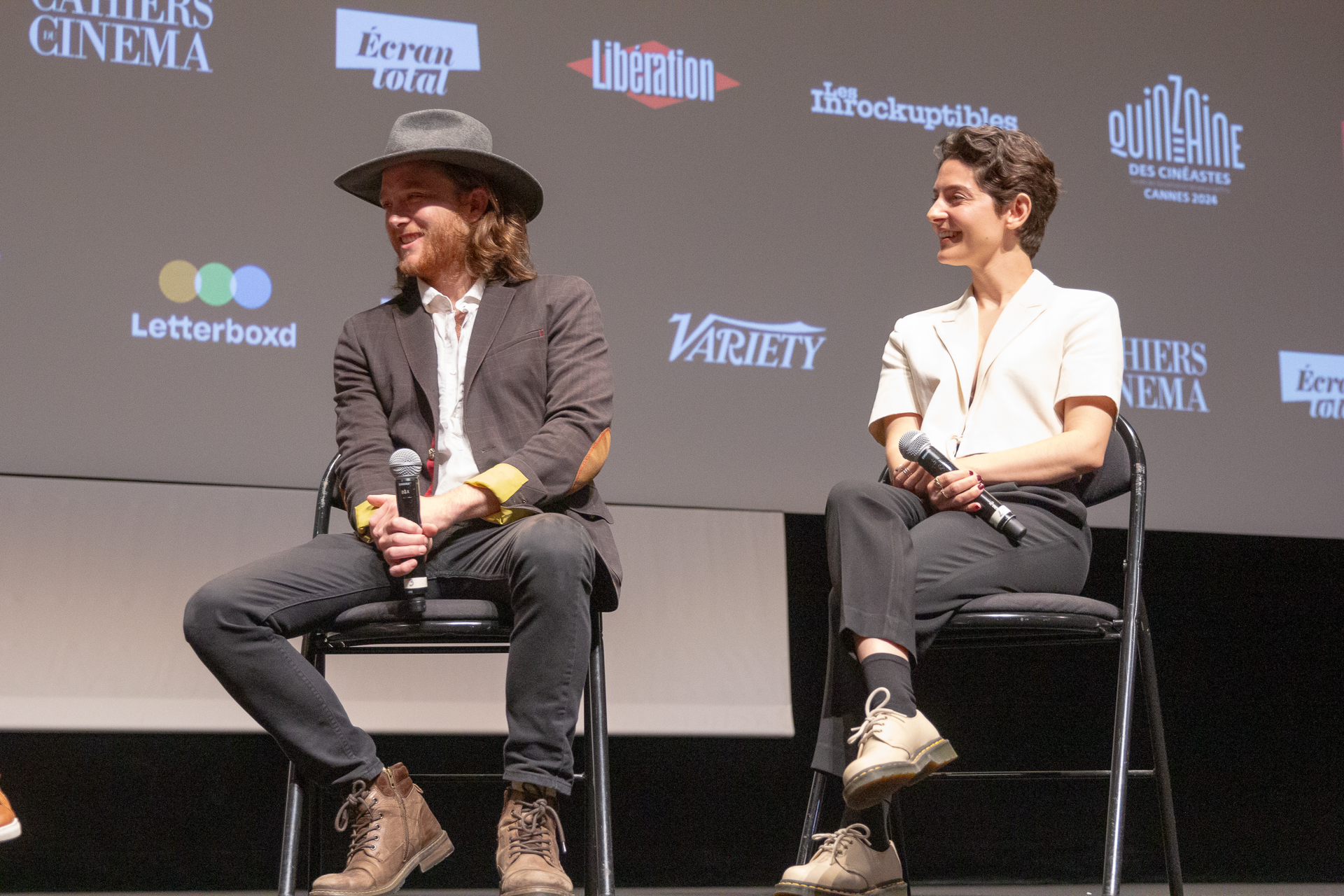
Regisseur Ryan J. Sloan und seine Hauptdarstellerin Ariella Mastroianni im Mai 2024 in Cannes

Regie führte Ryan J. Sloan, der mit Gazer sein Spielfilmdebüt gab. Gemeinsam mit Hauptdarstellerin Ariella Mastroianni, die in Gazer Frankie Rhodes spielt, schrieb er auch das Drehbuch. Sie war zuletzt in den Filmen The Tomorrow Job und Island Escape von Bruce Wemple zu sehen. Renee Gagner spielt Paige und Jack Alberts deren Bruder Henry. Weitere Rollen wurden mit Luis Arroyo Jr., Jarrett Austin Brown, Mitchell Cetuk und Jeremy Cohen besetzt.
Die Dreharbeiten fanden auf den Straßen im Essex County in New Jersey statt. Kameramann Matheus Bastos drehte Gazer auf 16-mm-Film.

### Filmmusik und Veröffentlichung
Die Filmmusik komponierte Steve Matthew Carter. Das Soundtrack-Album mit insgesamt 15 Musikstücken wurde Mitte April 2025 von MovieScore Media als Download veröffentlicht.
Die Premiere von Gazer erfolgte am 22. Mai 2024 bei den Internationalen Filmfestspielen in Cannes, wo der Film in der Quinzaine des cíneastes gezeigt wurde. Im Nachgang sicherte sich Metrograph Pictures die Rechte am Film für Nordamerika. Im Juli 2024 wurde der Film beim Neuchâtel International Fantastic Film Festival gezeigt und im September 2024 beim Festival des amerikanischen Films in Deauville. Im September 2024 wurde er beim Fantastic Fest und Anfang Oktober 2024 beim Sitges Film Festival vorgestellt und hiernach beim Woodstock Film Festival, beim Hamptons International Film Festival und beim Montclair Film Festival. Im November 2024 wurde Gazer beim Internationalen Filmfestival Mannheim-Heidelberg gezeigt. Im Januar 2025 wurde der Film beim Göteborg International Film Festival vorgestellt. Anfang März 2025 wurde er beim Glasgow Film Festival gezeigt. Am 4. April 2025 kam er in ausgewählte US-Kinos. Dort erhielt der Film ein R-Rating, was einer Freigabe ab 17 Jahren entspricht.

## Rezeption

### Kritiken
Von den bei Rotten Tomatoes aufgeführten Kritiken sind 78 Prozent positiv. Bei Metacritic erhielt der Film einen Metascore von 67 von 100 möglichen Punkten.
Simon Eberhard schreibt in seiner Kritik für outnow.ch, mit Gazer präsentiere Ryan J. Sloan ein atmosphärisch dichtes Regiedebüt. Hauptdarstellerin Ariella Mastroianni überzeuge in dem Thriller als junge Mutter mit einem tückischen Leiden. Zwar sei die vertrackte Story nicht immer über alle Zweifel erhaben, doch lohne es sich, für zwei Stunden in diese Welt der durcheinandergebrachten Zeit einzutauchen. Das Setting erinnere ein wenig an Memento von Christopher Nolan. Wie in diesem Film setze auch Gazer eine Krankheit bewusst als Spannung erzeugendes Stilmittel ein.
Catherine Bray schreibt in ihrer Kritik für Variety, Mastroianni sei mit ihren hohen Wangenknochen und ihren großen Augen perfekt für die Rolle und spiele Frankie mit einer Mischung aus Härte und Zerbrechlichkeit. Sie erinnert Bray an Renée Falconetti als Märtyrerin Jeanne d’Arc in dem Film Die Passion der Jungfrau von Orléans, und Frankie könnte ihre moderne Inkarnation in New Jersey sein. Auch bemerkt sie, das 16-mm-Format sei die richtige Wahl gewesen, da diese Körnung dem Film eine Brücke zum Film noir baue, auch wenn in Gazer Elemente des Genres wie sexuelle Intrigen nicht besonders präsent sind.

### Auszeichnungen
Brooklyn Horror Film Festival 2024
- Auszeichnung für das Beste Drehbuch in der Sektion Head Trip (Ariella Mastroianni und Ryan J. Sloan)[21]

Fangoria Chainsaw Awards 2025
- Nominierung als Best Streaming Premiere[22]

Festival des amerikanischen Films Deauville 2024
- Nominierung im Wettbewerb[9]

Hamptons International Film Festival 2024
- Nominierung im Spielfilmwettbewerb[23]

Internationale Filmfestspiele von Cannes 2024
- Nominierung in der Reihe Quinzaine des cinéastes (Ryan J. Sloan)
- Nominierung für die Caméra d’Or (Ryan J. Sloan)

Montclair Film Festival 2024
- Nominierung im Future/Now Competition für den Mark Urman Award[14]

Sitges Film Festival 2024
- Nominierung im Wettbewerb[11]